# 菱裂毛鳞菊
菱裂毛鳞菊（学名：Melanoseris rhombiformis）是菊科毛鳞菊属的植物，是中国的特有植物。分布在中国大陆的云南等地，多生在山坡灌木林内，目前尚未由人工引种栽培。